# Puccinia digraphidis
Puccinia digraphidis ist eine Ständerpilzart aus der Ordnung der Rostpilze (Pucciniales). Der Pilz ist ein Endoparasit von Einbeeren, Weißwurzen, Schattenblumen, Convallaria und Glanzgräsern. Symptome des Befalls durch die Art sind Rostflecken und Pusteln auf den Blattoberflächen der Wirtspflanzen. Das Verbreitungsgebiet umfasst ein holarktisches Areal.

## Merkmale

### Makroskopische Merkmale
Puccinia digraphidis ist mit bloßem Auge nur anhand der auf der Oberfläche des Wirtes hervortretenden Sporenlagern zu erkennen. Sie wachsen in Nestern, die als gelbliche bis braune Flecken und Pusteln auf den Blattoberflächen erscheinen.

### Mikroskopische Merkmale
Das Myzel von Puccinia digraphidis wächst wie bei allen Puccinia-Arten interzellulär und bildet Saugfäden, die in das Speichergewebe des Wirtes wachsen. Ihre Pyknien sind orangefarben und wachsen auf beiden Blattseiten. Die Aecien wachsen kreisförmig auf gelb verfärbten Flecken. Sie besitzen kugelige bis eiförmige Aecidiosporen von 18–24 × 17–24 µm, die hyalin und fein warzig sind. Die Uredien wachsen beidseitig und heben die Epidermis an. Ihre Uredosporen sind meist kugelig, selten ellipsoid, 25–28 × 24–27 µm groß, braun und leicht stachelwarzig. Die Telien der Art sind rundlich oder strichförmig. Die Teleutosporen sind zweizellig, variabel geformt und 30–60 × 12–22 µm groß; ihre Stiele sind kurz oder nicht vorhanden.

## Verbreitung
Das Verbreitungsgebiet von Puccinia digraphidis umfasst die gesamte Nordhalbkugel.

## Ökologie
Die Wirtspflanzen von Puccinia digraphidis sind als Haplont Einbeeren, Weißwurzen, Schattenblumen und Convallaria spp. sowie Glanzgräser für den Dikaryonten. Der Pilz ernährt sich von den im Speichergewebe der Pflanzen vorhandenen Nährstoffen, seine Sporenlager brechen später durch die Blattoberfläche und setzen Sporen frei. Die Art verfügt über einen Entwicklungszyklus mit Pyknien, Uredien, Telien und Aecidien.